# Adriano Tilgher (filosofo)
Adriano Tilgher (Resina, 8 gennaio 1887 – Roma, 3 novembre 1941) è stato un filosofo, saggista e critico teatrale italiano.

## Biografia
Nato a Resina (l'odierna Ercolano in provincia di Napoli) da padre vetraio tedesco e madre valdostana, visse a Roma dove fu amico e collaboratore di Ernesto Buonaiuti (studioso di storia del cristianesimo ed esponente del modernismo italiano), fino alla morte. Lavorò come bibliotecario all'Alessandrina e collaborò ad alcuni giornali (tra gli altri, Il Mondo e il Popolo di Roma), molti dei quali vennero poi soppressi dal regime fascista. Le sue principali opere sono: La crisi mondiale del 1921, Estetica del 1931 e  La filosofia delle morali del 1937, nella quale delineò la sua originale visione individualistica. Negli anni '20 collaborò al giornale satirico Il Becco giallo.
Nel 1925 fu tra i firmatari del Manifesto degli intellettuali antifascisti, redatto da Benedetto Croce. Da ricordare, anche, tra i suoi diversi scritti antifascisti, la Stroncatura di Giovanni Gentile del 1925 che, soprattutto nell'ironico e irriverente sottotitolo, esprime un dissacrante giudizio sulla propaganda con l'eloquente frase, di ascendenza bruniana, «lo spaccio del bestione trionfante». 
Operò anche come critico letterario e teatrale: fu tra i primi a notare l'originalità del teatro pirandelliano, nonostante i tentativi di contestazione da parte del regime fascista. 
In ambito filosofico, egli affermò che non esiste una scienza morale unica bensì una pluralità di morali che emergono da un fondo caotico in virtù di un'iniziativa che in parte è creatrice di valori e in parte effetto di coincidenze casuali, anche se fortunate. In Tilgher riaffiora il dualismo manicheo di bene e di male, ribelle a ogni composizione dialettica propria a ogni comodo, quanto illusorio e superficiale ottimismo. Considerò mitico, utopistico, il concetto del progresso che non considera come altrettanto reali "il regresso, la caduta e la colpa".
Nella nota Antologia dei Filosofi Italiani del dopoguerra, pubblicata nel 1937, oltre a suoi testi incluse brani tratti dalle opere di Antonio Aliotta, Ernesto Buonaiuti, Julius Evola, Piero Martinetti, Costanzo Mignone, Emilia Nobile, Giuseppe Rensi.

## Omaggi
- A Ercolano gli è stato intitolato un Istituto d'istruzione superiore[7].